# 강림면
강림면(講林面)은 강원특별자치도 횡성군 남쪽에 위치한 면이다. 넓이는 96.34km2이고, 인구는 2016년 기준으로 1,642명이다.

## 연혁
- 신라시대 : 각림(覺林)이라 칭함
- 조선시대 : 원주군 신림면 강림(講林)이라 칭함
- 1905년 : 원주군에서 영월군으로 편입
- 1914년 : 영월군 수주면에 편제
- 1937년 : 수주면 강림출장소 설치
- 1963년 : 횡성군 안흥면으로 편입
- 1989년 : 안흥면 강림출장소를 강림면으로 승격

## 행정 구역
| 법정리 | 한자명 | 행정리                                      | 비고            |
| ------ | ------ | ------------------------------------------- | --------------- |
| 강림리 | 講林里 | 강림1리, 강림2리, 강림3리, 강림4리, 강림5리 | 면사무소 소재지 |
| 부곡리 | 釜谷里 | 부곡1리, 부곡2리                            |                 |
| 월현리 | 月峴里 | 월현1리, 월현2리                            |                 |